# Carry Hauser

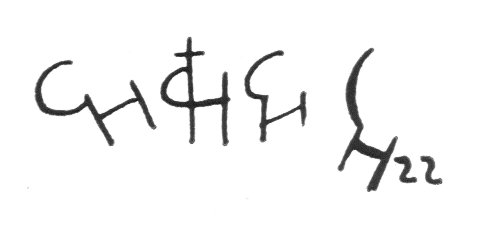
Signaturen

Carry Hauser (* 16. Februar 1895 in Wien; † 28. Oktober 1985 in Rekawinkel; eigentlich Carl Maria Hauser) war ein österreichischer Maler, Bühnenbildner und Dichter.

## Leben

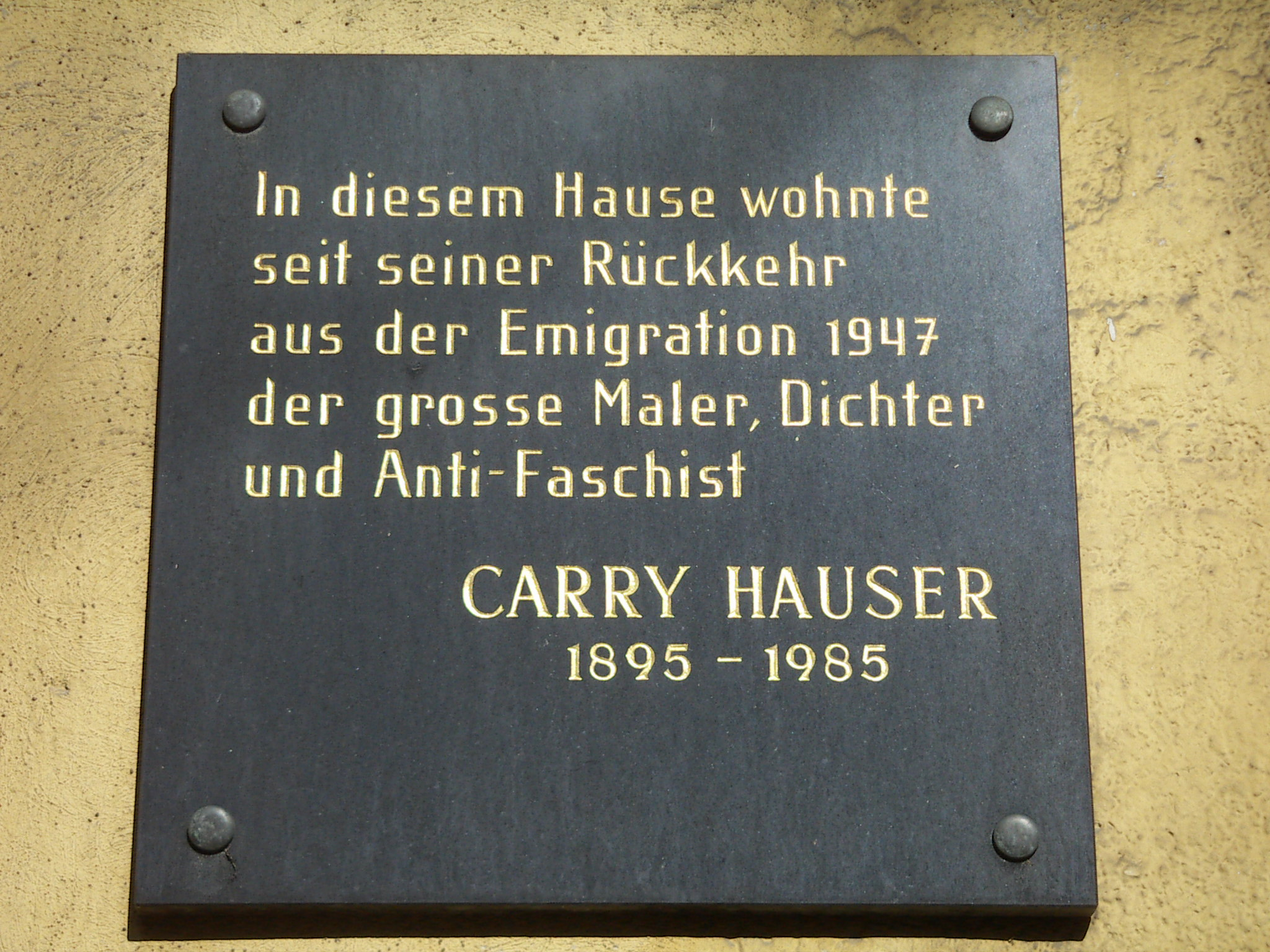
Gedenktafel in Wien

Carry Hauser entstammte einer Wiener Beamtenfamilie. Er besuchte das Schottengymnasium und die Graphische Lehr- und Versuchsanstalt. Anschließend studierte er an der Wiener Kunstgewerbeschule, unter anderem bei Adolf Michael Boehm, Anton von Kenner, Alfred Roller und Oskar Strnad. Danach begann er seine Karriere als Maler, Grafiker, Bühnenbildner und Schriftsteller, die aber zunächst durch seine Teilnahme am Ersten Weltkrieg unterbrochen wurde, zu dem er sich 1914 freiwillig gemeldet hatte. Die Kriegserlebnisse machten ihn allerdings zum Pazifisten.
Nach dem Krieg kehrte er nach Wien zurück und traf dort unter anderen Franz Theodor Csokor, für dessen Theaterstück Die rote Straße er 1918 das Bühnenbild entwarf. In diesem Jahr fand eine erste Kollektivausstellung seiner Werke im Museum in Troppau statt, eine erste große Personalausstellung vermittelte ihm Arthur Roessler. Bei diesen konnten aber seine frühen Arbeiten wegen Verlustes in der Kriegs- und Nachkriegszeit nicht mehr gezeigt werden. 1919 erlangte er weitere Bekanntheit durch das Mappenwerk Die Insel.
Von 1919 bis 1922 war Hauser führend in der Künstlergruppe Freie Bewegung tätig und gehörte auch zur Künstlergemeinschaft Der Fels, zeitweilige lebte er in Passau. Hier freundete er sich mit Georg Philipp Wörlen an. 1925 bis 1938 war er Mitglied des Hagenbundes, 1927/28 als dessen Präsident. Für das Theater setzte er sich im Rahmen der Wiener Theatergilde ein, deren Vizepräsident er war. In den 1930ern engagierte er sich während der Zeit des Ständestaates in der Vaterländischen Front.
1937 wurden in der Nazi-Aktion „Entartete Kunst“ vier seiner Druckgrafiken aus dem Pfälzischen Gewerbemuseum Kaiserslautern beschlagnahmt und zerstört. Wegen seiner politischen Einstellung wurde über Hauser 1938 nach dem „Anschluss“ Österreichs von den Nationalsozialisten ein Berufs- und Ausstellungsverbot verhängt. Einer 1939 erfolgten Berufung an die Kunstschule in Melbourne konnte er wegen des Ausbruchs des Zweiten Weltkrieges nicht mehr folgen. Seine Frau Gertrud Herzog-Hauser (1894–1953), mit der er seit 1922 verheiratet war, musste wegen ihrer jüdischen Herkunft in die Niederlande emigrieren, wo sie bis 1946 überleben konnte. Hauser selbst ging in die Schweiz ins Exil, wo er 1941 Eine Geschichte vom verlorenen Sohn (erschienen im Privatdruck 1945), 1945 den Roman Zwischen gestern und morgen und 1946 das Märchen Maler, Tod und Jungfrau verfasste.
1947 kehrte Hauser mit seiner Frau nach Wien zurück und beteiligte sich am Wiederaufbau. 1952 wurde er Generalsekretär, später bis 1972 Vizepräsident des Österreichischen P.E.N. Clubs. Er war auch Präsidiumsmitglied der Aktion gegen Antisemitismus sowie an der Wiedererrichtung der Berufsvereinigung der bildenden Künstler Österreichs beteiligt, deren Vizepräsident er später wurde.
Sein ehrenhalber gewidmetes Grab befindet sich auf dem Hietzinger Friedhof (Gruppe 67, Reihe 11, Nr. 12). Carry Hauser war seit 1922 mit Gertrud Herzog-Hauser verheiratet. Aus der Ehe ging ein Sohn hervor.

## Auszeichnungen
- 1929: Silberne Medaille der Internationalen Ausstellung in Barcelona
- 1936: Verleihung des Titels Professor
- 1936: Ritterkreuz des Österreichischen Verdienstordens
- 1949: Preis der Stadt Wien für Bildende Kunst
- 1985: Ehrenring der Stadt Wien

## Publikationen
- Buch der Träume. Selbstverlag der Künstlergemeinschaft Der Fels, Passau 1922.
2. Auflage. Galerie Pabst, Wien/München 1976.
- mit Robert Haas: Ein Tischzucht. Hanns Sachs. Friedrich Siegel Druck, Wien 1922.
- mit Georg Philipp Wörlen: Köpfe. Selbstverlag der Künstlergemeinschaft Der Fels, Passau 1923.
- mit Georg Philipp Wörlen: Heilige. Selbstverlag der Künstlergemeinschaft Der Fels, Passau 1923.
- Illustrationen für den Fortsetzungsroman von Else Feldmann Der Leib der Mutter in der Arbeiter-Zeitung, Wien 1924.
- Von Kunst und Künstlern in Österreich. Heimat-Verlag, Brixlegg 1938 (Österreichische Bücherei Nr. 7/3).[2]
- Dalmatinisches Skizzenbuch. Hans Deutsch, Wien 1962.
- mit Erich Fitzbauer, Axl Leskoschek: Die einen und die andern. Bilanz einer Jahrzehntwende. Edition Graphischer Zirkel, Wien 1981.
- mit Erich Fitzbauer: Eins in des andern Spur. Edition Graphischer Zirkel, Wien 1985.

## Werke
Sein weitgefächertes Œuvre als Porträt-, Genre-, Historien- und Landschaftsmaler sowie Graphiker ist in den Sammlungen des Wien Museums, der Albertina oder der Österreichischen Galerie Belvedere vertreten. Seine Tätigkeit als Bühnenbildner umfasste auch Arbeiten für das Burgtheater, für Bücher schuf er zahlreiche Ausstattungen und Illustrationen. Während seine früheren Werke noch mit den Arbeiten eines George Grosz, Otto Dix oder Ludwig Meidner verwandt waren, fand er Ende der 1920er Jahre zu einem eigenen Stil, der von neusachlichen und expressionistischen Zügen geprägt ist.

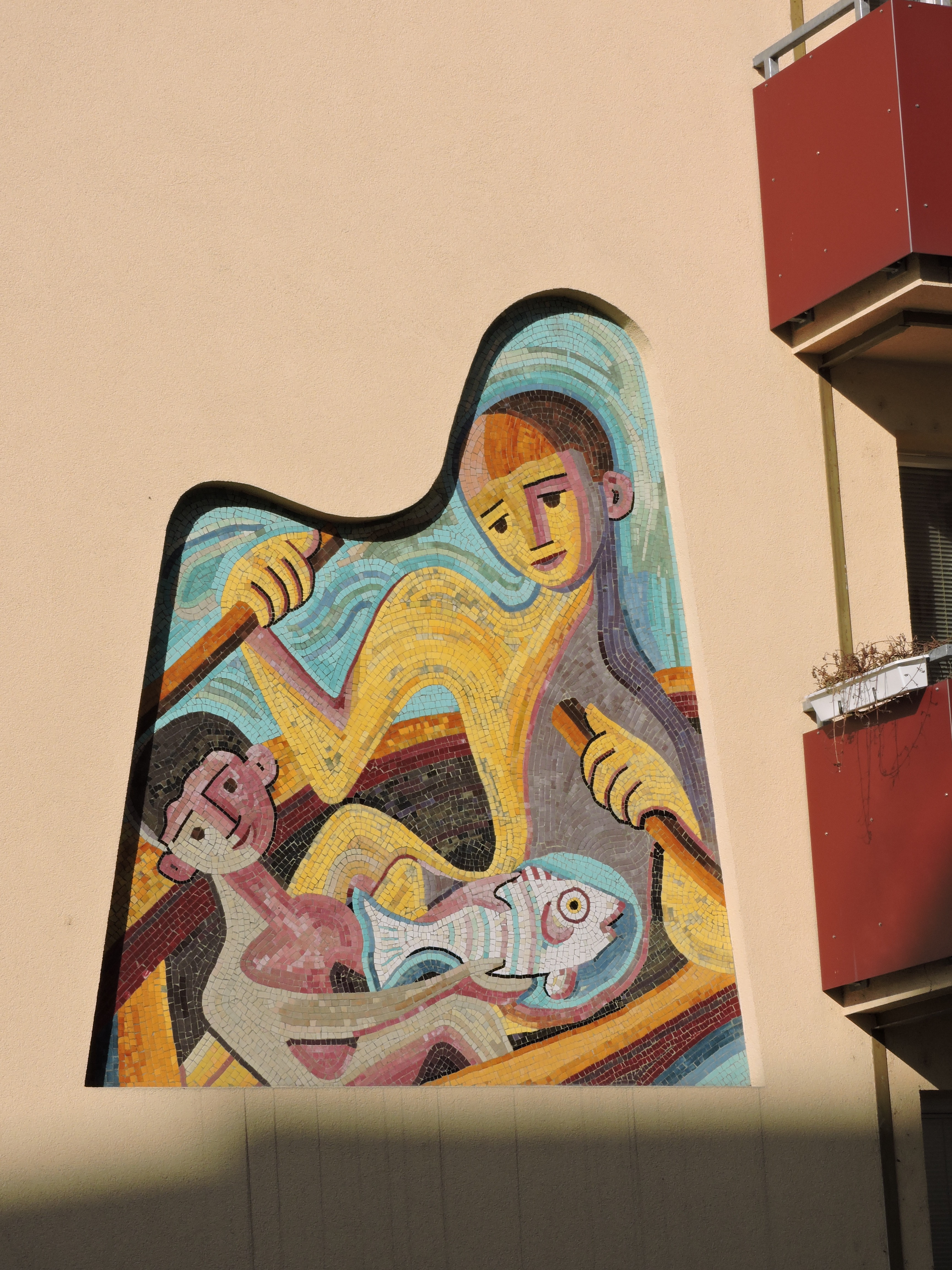
Carry Hauser – Mosaik "Fischer" am Gemeindebau Voltagasse 55–63 in Wien 21.

### 1937 als "entartet" aus dem Pfälzischen Gewerbemuseum Kaiserslautern beschlagnahmte und vernichtete Druckgrafiken
- Susanna
- Trinker, Mond und Mädchen
- Kain und Abel
- ein Titelblatt der Zeitschrift Der Fels

### Weitere Werke (Auswahl)
- Der Judaskuss, Ölgemälde, 1923
- Fastenbild in der Kirche Albrechtsberg bei Krems
- Fresken am Simplonpass
- Mosaike „Hirte“ und „Fischer“ am Gemeindebau in der Voltagasse in Wien, 1954
- Mosaike im Theresienbad in Wien, 1964
- Pietà in der Kirche Am Schöpfwerk, um 1980

## Bühnenbilder
- Die Rote Straße (Franz Theodor Csokor), Nationaltheater, Brünn
- Wozzeck (Georg Büchner), Raimundtheater, Wien
- Gesellschaft der Menschenrechte (Franz Theodor Csokor), Burgtheater, Wien
- Der standhafte Prinz (Pedro Calderon), Burgtheater, Wien